# CYSTAT
Das Zyprische Statistische Amt, griechisch Στατιστική Υπηρεσία Statistikí Ypiresía, abgekürzt CYSTAT, ist die nationale statistische Behörde der Republik Zypern mit Sitz in Nikosia. Sie erhebt, sammelt und analysiert statistische Informationen zu Wirtschaft, Gesellschaft und Umwelt.

## Aufgaben und Organisation
Das Statistische Amt der Republik Zypern ist als Behörde für die Erstellung und Veröffentlichung der meisten amtlichen statistischen Daten Zyperns zuständig. Darunter fällt die Organisation und Durchführung von statistischen Erhebungen mit wirtschaftlichem, umweltbezogenem oder sozialem Inhalt (wie zum Beispiel die zehnjährig stattfindenden Volkszählungen).  Es ist dem Finanzministerium unterstellt, kann in technischen Angelegenheiten jedoch selbständig über Methodik und Verfahren zur Durchführung statistischer Programme entscheiden.
CYSTAT beschäftigt zwischen 97 und 145 permanente Mitarbeiter. Neben dem Hauptsitz Nikosia werden Büros in Larnaka, Limassol und Pafos unterhalten. Intern ist die Behörde in vier Abteilungen untergliedert:
- Nationale Bilanzen und Statistiken zu Staatsfinanzen
- Unternehmensstatistik, Statistiken zu Energie, Umwelt, Landwirtschaft, Wissenschaft und Technologie sowie Außenhandel
- Methodik und Veröffentlichung von Statistiken sowie Preise und Arbeitsmarkt
- Demografie, Sozial- und Tourismusstatistik

## Geschichte

### Vor der Gründung
Obwohl es vor 1950 keine Regierungsstelle gab, die für die Erstellung von Statistiken zuständig war, gab es bereits zuvor einige Statistiken zu Zypern, die hauptsächlich aus Verwaltungsunterlagen wie dem Melderegister, Zollformularen für den Außenhandel, Aufzeichnungen über das Bildungswesen, die Landwirtschaft usw. zusammengestellt wurden. Diese Daten wurden hauptsächlich in den Jahresberichten der britischen Kolonialverwaltung über Zypern veröffentlicht. Im Jahr 1881 führte die damalige britische Verwaltung die erste Volkszählung für Zypern durch, die seitdem fast jedes Jahrzehnt stattfand.

### Seit der Gründung
Noch unter britischer Herrschaft wurde CYSTAT 1950 als kleine Verwaltungseinheit gegründet. Mit der Unabhängigkeit der Republik Zypern vom Vereinigten Königreich 1960 begann die Behörde, ihre heutige Funktion aufzunehmen. Zwischen 1960 und 2000 trug sie den Namen Amt für Statistik und Forschung (griechisch Τμήμα Στατιστικής και Ερευνών). Im Jahr 1968 trat das erste Statistikgesetz der Republik Zypern in Kraft, auf dessen Grundlage die Zuständigkeiten des Amtes für Statistik und Forschung als zentrale Stelle für die Erstellung amtlicher Statistiken und statistischer Informationen in Zypern festgelegt wurden.
In den 1980er-Jahren hat die Behörde ihre Arbeit ausgeweitet und regelmäßige Erhebungen und Kurzzeitindikatoren eingeführt. Um das statistische System Zyperns mit dem entsprechenden europäischen System zu harmonisieren, nahm das Amt für Statistik und Forschung zwischen 1992 und 1993 über das Europäische Statistische Amt (Eurostat) erste Kontakte zur Europäischen Union auf. Mit Beginn der Verhandlungen über den Beitritt Zyperns zur Europäischen Union 1998, wurde mit der Umsetzung von Programmen zur Harmonisierung der Daten und Methoden mit den entsprechenden europäischen Programmen begonnen. Im Jahr 2000 trat ein neues Statistikgesetz in Kraft. Dieses Gesetz ersetzte das vorherige Gesetz von 1968 und wurde vollständig mit den Bestimmungen der entsprechenden Gesetze in den EU-Mitgliedstaaten harmonisiert. Mit diesem Gesetz erhielt das Amt für Statistik und Forschung auch seinen heutigen Namen.
Am 18. März 2021 trat ein neues Gesetz zu nationalen Statistiken in Kraft. Ziel des neuen Gesetzes ist es, die Rechtsvorschriften für die Entwicklung, Erstellung und Verbreitung amtlicher Statistiken in Zypern zu überprüfen und zu modernisieren. Dieses Gesetz ersetzt und hebt das Statistikgesetz aus dem Jahr 2000 auf. Seine Bestimmungen stehen auch im Einklang mit den Bestimmungen der Verordnung des europäischen Parlaments über europäische Statistiken.